# A Dead Sinking Story
A Dead Sinking Story — альбом японського скримо-гурту Envy. Випущений 18 серпня 2003 року лейблом Level Plane Records. Єдиний альбом гурту, записаний з трьома гітаристами — Daichi Takasugi приєднується до створення альбому та покидає гурт після відповідного туру. 

## Список композицій
| #       | Назва                         | Тривалість |
| ------- | ----------------------------- | ---------- |
| 1.      | «Chain Wandering Deeply»      | 8:28       |
| 2.      | «Distress of Ignorance»       | 5:54       |
| 3.      | «Evidence»                    | 3:16       |
| 4.      | «Color of Fetters»            | 7:19       |
| 5.      | «Unrepairable Gentleness»     | 8:10       |
| 6.      | «Go Mad and Mark»             | 6:35       |
| 7.      | «A Conviction that Speeds»    | 5:27       |
| 8.      | «Reasons and Oblivion»        | 5:05       |
| 9.      | «A Will Remains in the Ashes» | 12:44      |
| 1:02:58 |                               |            |